# Артемий (Ильинский)
Архиепи́скоп Арте́мий (в миру Алекса́ндр Матве́евич Ильи́нский; 30 июля [11 августа] 1870, Колежма, Кемский уезд, Архангельская губерния, Российская империя — 30 августа 1937, Тобольск, Омская область) — епископ Русской православной церкви, архиепископ Тобольский и Сибирский.

## Биография
В 1891 году окончил Архангельскую духовную семинарию и назначен на должность народного учителя.
В 1892 году рукоположен в сан иерея.
Поступил в Санкт-Петербургскую Духовную академию, которую окончил в 1898 году со степенью кандидата богословия.
С 17 августа 1898 года служил в церкви святителя Тихона Задонского при Александровском детском приюте.
С 26 октября 1899 года служил в церкви св. Александра Невского при гомеопатической больнице.
С 3 ноября 1900 года — законоучитель Института Принцессы Терезии Ольденбургской в Санкт-Петербурге и настоятель церкви Воскресения Христова при нём.
С 8 мая 1915 года — ректор Уфимской духовной семинарии. 8 июня — пострижен в монашество, а 14 июня — возведён в сан архимандрита.
Чрезвычайным епархиальным собором Петроградской епархии 1917 года избран кандидатом в викарии; определением Св. Синода о 14—17 июня 1917 года назначен четвёртым викарием Петроградской епархии, «с наименованием его епископом Лужским».
30 июля 1917 года в Воскресенском соборе г. Луга хиротонисан во епископа Лужского, викария Петроградской епархии.
В 1922 году ненадолго подвергался аресту.
Поддался нажиму властей и в июне 1922 года уклонился в обновленчество. После того, как обновленческий архиепископ Петроградский Николай Соболев в апреле 1923 года сложил с себя полномочия правящего архиерея, съездом живоцерковников избран на Петроградскую кафедру.
Был участником 2-го обновленческого Собора («Всероссийского Поместного Священного Собора») 29 апреля — 9 мая 1923 года, на котором подписал постановление о лишении сана и монашества Святейшего Патриарха Тихона. Летом того же года возведён в сан архиепископа, а вскоре и в митрополита Петроградского и Лужского. Проживал в Петрограде и Луге.
Согласно докладу делегата Петроградского пастырско-мирянского собрания протоиерея И.Крылова от 12/25 июля 1923 года: После данного собрания 10 июля [1923 года] епископ Артемий разрешил поминать повсеместно имя Святейшего Патриарха за богослужением".
В октябре 1923 года начал вести переговоры о покаянии непосредственно с Управляющим Петроградской епархией епископом Лужским Мануилом (Лемешевским).
17 (4) декабря 1923 года принёс покаяние в храмах Владимирской Божией Матери и Леушинского подворья в уклонении в раскол. Как архиерей «старого поставления» (то есть до «обновленческого переворота»), принят в сане епископа.
Епископ Лужский Мануил (Лемешевский) в рапорте от 3 января 1924 года Патриарху Тихону сообщал о принесении покаяния епископом Артемием и его отъезде в Лугу. "Но его пребывание там нежелательно из-за наличия немалого круга почитателей (он был хиротонисан в Луге 30 июля 1917 г.), и еще большего круга противников за его обновленческую деятельность — большинство приходов ходатайствуют за его удаление. Епископ Мануил предлагает отправить Артемия в Макарьевскую пустынь у ст. Любань — …"это может быть засчитано в епитимью и избавит верующих от соблазна видеть его пример безнаказанным". Патриарх Тихон своей резолюцией от 4 января 1924 года постановил: «Еп. Артемию отбыть в Макарьевскую пустынь и не служить, но причащаться — можно».
В 1924—1928 годах находился в ссылке.
С 19 мая 1928 года — епископ Олонецкий.
С 3 апреля 1930 года — епископ Тобольский.
В 1932—1933 годах — временный член зимней сессии Священного Синода.
7 января 1937 года возведён в сан архиепископа.
В апреле 1937 года арестован. 23 августа 1937 года приговорён к смертной казни. 30 августа 1937 года — расстрелян.

## Публикации
- [Слово на выпуске Уфимской духовной семинарии 7 мая 1916] // Уфимские епархиальные ведомости. 1916. — № 11-12. — С. 384—385.
- Всем сотрудникам // Петроградский церковный вестник 1918. — № 18. — С. 2.
- К чадам Петроградской церкви // Соборный разум. 1923. — № 1-2. — С. 7.